# Замок Візентау
Замок Візентау (нім. Schloss Wiesenthau) розташований на північному сході однойменної комуни біля підніжжя Еренбурга (Верхня Франконія). Ренесансний комплекс з чотирма кутовими вежами середини XVI століття.

## Історичний огляд
Місце уперше згадується у 1062 році у зв'язку з королівським двором у Форхгаймі. Володарі Візентау відомі з 1128 року як міністеріали Бамберга. Відомості про замок з'являються лише у 1379 році.
Спочатку замок належав родині Візентау. Однак через фінансові труднощі 29 червня 1379 року володарі здали в оренду частину замку князю-єпископу Бамберга. У 1383 році Візентау був проданий. У 1460 році нащадки перших власників змогли його повернути. Однак у 1630–1650 і 1767 роках родина Візентау знову була на межі банкротства і ледь не втратила замок.
У ході гуситської війни у 1430 році замок сильно постраждав. Подальше руйнування будівлі зазнали у 1525 році під час Селянської війни.
У 1566 році Візентау був докорінно перебудований.
У 1805 році Візентау перейшов до Віттельсбахів.
У теперішній час на території замку розташовано готель і ресторан.